# Colossus
Colossus var en tidlig elektronisk, digital computer brugt af britiske kodebrydere til at læse krypterede tyske meddelelser under 2. verdenskrig. Colossus blev bygget af Tommy Flowers på Post Office Research Station, Dollis Hill. Prototypen, Colossus Mark 1, blev testet til at fungere december 1943 og blev klar i Bletchley Park i februar 1944. En forbedret Colossus Mark 2 blev først installeret i juni 1944, og ved krigens slutning var der produceret mere end 10.